# Мерцалова, Мария Николаевна
Мария Николаевна Мерцалова (16 (29) июня 1912—7 июля 2000) — кандидат искусствоведения, профессор, историк и теоретик моды. Заслуженный работник культуры Российской Федерации (1997).

## Биография
Родилась 16 (29) июня 1912 года в дворянской семье: дочь известного учёного-механика Н. И. Мерцалова. Её детские годы прошли в Тульской губернии — в Тульской Засеке, недалеко от Ясной Поляны. После окончания средней школы с 1929 года училась в 1-м МГУ на отделении искусствоведения этнологического факультета и в 1932 году его закончила. После окончания университета она сосредоточила своё внимание на истории костюма. Первые публикации Мерцаловой вышли в журналах «Швейная промышленность» при непосредственном участии известного теоретика истории костюма Софьи Николаевны Беляевой-Экземплярской. 
По инициативе отца Мария Мерцалова духовно окормлялась у священника Василия Надеждина: в храме, где он служил (Никольский храм у Соломенной сторожки), была певчей хора. Была арестована 11 марта 1933 года и как «член контрреволюционной организации христианской молодёжи и участник нелегальных собраний» была приговорена к 3-м годам ссылки в Казахстан, которая была заменена высылкой в Вологду. Вскоре, Постановлением Президиума ЦИК от 17.03.1934 г. ей было разрешено проживание в Московской области. Реабилитирована 22.07.1991 г. 
С 1946 по 1950 год училась в Московской городской оперной студии — у неё было камерное меццо-сопрано.
Первая её книга: «Дети в мировой живописи», вышла в издательстве «Искусство» в 1968 году. Мария Николаевна Мерцалова — автор многочисленных книг о дизайне костюма и модах: «Костюм разных времен и народов» (в 4-х т. — М.: Академия Моды: Т. 1. — 1993. — 25 000 экз.; Т. 2. — 1996. — 5 000 экз; Т. 3,4. — 2001.), «История костюма» (М.: Искусство, 1972. — 197 с.), «Поэзия народного костюма» (М.: Молодая гвардия, 1975. — 191 с.: ил. — 20000 экз.) и др. — была знакома с Надеждой Ламановой. Также ей были составлены пособия для кройки и шитья. В качестве консультанта по историческому костюму работала с киностудией «Мосфильм»: «Андрей Рублёв», «Борис Годунов», «Бег», «Дворянское гнездо», «Скверный анекдот», «Михайло Ломоносов», «Обломов».
Умерла 7 июля 2000 года. Похоронена на Новодевичьем кладбище, рядом с отцом Николаем Ивановичем Мерцаловым.